# Allactaga major
Allactaga major este o specie de rozătoare din familia Dipodidae. Este găsită în China, Kazahstan, Rusia, Ucraina și Uzbekistan, dar este posibil să se găsească și în Kârgâzstan și Turkmenistan. Uniunea Internațională pentru Conservarea Naturii a clasificat-o ca fiind o specie neamenințată cu dispariția.

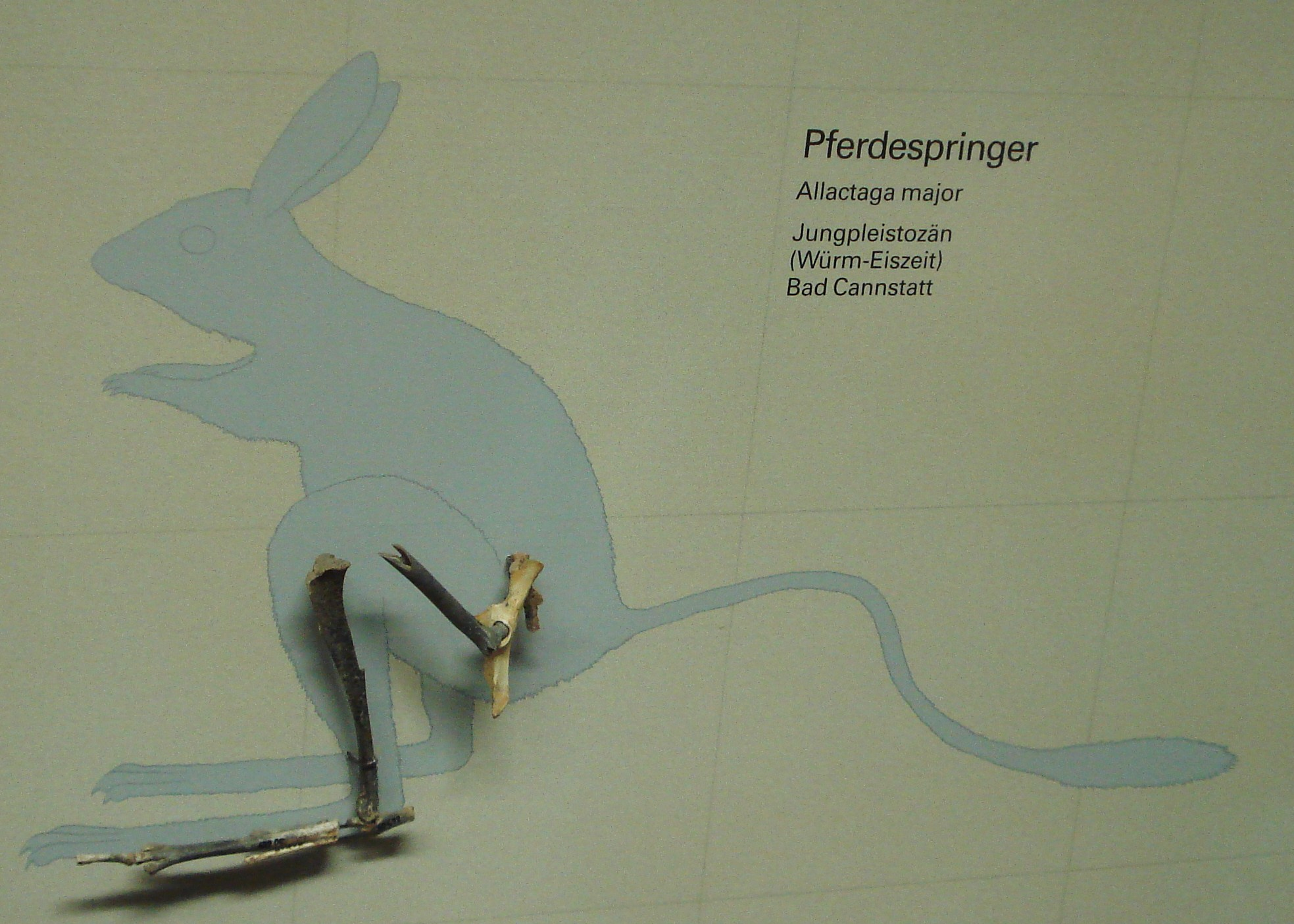
Fosile

## Descriere
Allactaga major este cea mai mare dintre toate speciile de jerboa. Lungimea corpului său este de 180 de milimetri, iar a cozii de 260 de milimetri.

## Răspândire și habitat
Allactaga major este găsită în vestul Ucrainei și partea europeană a Rusiei, prin Kazahstan și nordul țării Uzbekistan până în vestul Siberiei și vestul Xinjiang, China, dar este posibil să se găsească și în Kârgâzstan și Turkmenistan. Din habitatul său fac parte pajiști, zone de stepă, deșerturi și semideșerturi. Îi plac solurile lutoase și zonele care au pelin și vegetație suculentă.

## Ecologie
Allactaga major are trei tipuri de vizuini: permanente (pentru vară și iarnă) și temporare. Dieta sa include bulbi de plante, dar conține și grâne, scoarță, insecte, moluște și semințe. Bulbii de plante pe care îi mănâncă cel mai des sunt cei de Gagea. Pentru a excava bulbii, Allactaga major își utilizează dinții. Începe să hiberneze din toamnă, de la primul îngheț, până în martie-aprilie. Reproducerea are loc din martie până în iulie, în timpul căreia o femelă poate naște două rânduri de pui, fiecare constând în minim 1 pui și maxim 8 pui; de obicei 3–6 pui.

## Stare de conservare
Allactaga major este răspândită larg în cea mai mare parte din arealul său. Totuși, este amenințată de alterări ale habitatului său, iar în Ucraina și partea europeană din arealul său a Rusiei este în declin rapid; cu toate acestea, este abundentă în alte părți care fac parte din arealul său și este crezut că populația sa nu scade într-un ritm suficient de rapid pentru a justifica includerea speciei într-o categorie amenințată. A dispărut din Regiunea Moscova din cauza construirii de clădiri. A dispărut de asemenea și din Regiunea Kursk. Uniunea Internațională pentru Conservarea Naturii a clasificat-o ca fiind o specie neamenințată cu dispariția.